# Steinbach am Wald
Steinbach am Wald är en kommun och ort i Landkreis Kronach i Regierungsbezirk Oberfranken i förbundslandet Bayern i Tyskland.